# Evelyn Holt
Evelyn Holt (3 de octubre de 1908 – 22 de febrero de 2001) fue una actriz cinematográfica alemana, activa en la época del cine mudo.

## Biografía
Nacida en Berlín, Alemania, su verdadero nombre era Edith Sklarz. Hija de un periodista, empezó su carrera en el cine actuando para la Universum Film AG. Joven y atractiva, pronto consiguió papeles de entidad, trabajando junto a actores como Gustav Fröhlich y Hans Albers. Tras formarse como cantante, en 1931 actuó como soubrette en el Groβes Schauspielhaus de Berlín.
Sin embargo, tras seis fructíferos años, la llegada al poder de los Nazis finalizó su carrera en el cine, pues fue acusada de ser medio judía y se le prohibió actuar en la pantalla. Aún pudo trabajar como soubrette en la Ópera Cómica de Berlín, pero eso ya no fue posible cuando se casó con el editor judío Felix Guggenheim (1904-1976) en 1936. En 1938 la pareja huyó de su país, viajando primero a Suiza, y en 1940 a Inglaterra, llegando más adelante a los Estados Unidos. En este país Felix Guggenheim editó libros de autores como Thomas Mann, Franz Werfel, Lion Feuchtwanger y Alfred Doblin.
Evelyn Holt permaneció el resto de su vida en Estados Unidos, no volviendo a actuar en el cine. Falleció en Los Ángeles, California, en 2001.

## Filmografía (selección)
- 1926 : Spitzen
- 1926 : Die Waise von Lowood
- 1927 : Die Achtzehnjährigen
- 1927 : Die elf Teufel, de Zoltan Korda y Carl Boese
- 1928 : Frauenarzt Doktor Schäfer, de Jacob Fleck y Luise Fleck
- 1928 : Der fesche Husar, de Géza von Bolváry
- 1928 : Ein Mädel und drei Clowns
- 1928 : Freiwild, de Holger Madsen
- 1929 : Der Mann mit dem Laubfrosch, de Gerhard Lamprecht
- 1929 : Ehe in Not, de Richard Oswald
- 1929 : Mädchen am Kreuz
- 1929 : Die Schleiertänzerin
- 1930 : Das Recht auf Liebe
- 1930 : Eine Stunde Glück, de William Dieterle
- 1930 : Das Wolgamädchen, de Robert Wohlmuth
- 1930 : Namensheirat, de Heinz Paul
- 1931 : Das Ekel, de Eugen Schüfftan y Franz Wenzler
- 1932 : Drei von der Stempelstelle, de Eugen Thiele
- 1932 : Kampf, de Erich Schönfelder